# Wake Wood
Wake Wood is een Brits-Ierse horrorfilm uit 2010 onder regie van David Keating. Hij en producent Brendan McCarthy schreven samen ook het verhaal en scenario. Keating werd voor zijn regie genomineerd voor onder meer de Zilveren Raaf van het Brussels International Festival of Fantastic Film 2011.

## Verhaal
Patrick en Louise vormen een gelukkig gezin met hun dochtertje Alice, maar hun leven stort in elkaar wanneer een hond het meisje aanvalt en doodt. Verscheurd door verdriet verhuist het stel een paar maanden later naar het dorpje Wake Wood. Als op een dag hun auto het daar begeeft, willen ze om hulp vragen bij het dichtstbijzijnde huis, dat toebehoort aan Arthur. Patrick en Louise zijn er daardoor onbedoeld getuige van een geheimzinnig, bloederig ritueel. In de dagen erna zien Patrick en Louise mensen in het zwart gekleed door de straten trekken. In het middelpunt van alles staat een vrouw die helemaal opgaat in een klein meisje.
Louise vertelt Arthur na verloop van tijd dat ze niet meer in staat is om nog kinderen te krijgen en dat ze haar dochtertje enorm mist. Dat is voor hem reden om haar en Patrick het geheim van Wake Wood te vertellen. De dorpsbewoners kennen een ritueel waarbij ze het lichaam van een omgekomen persoon kunnen gebruiken om een andere overledene eenmalig terug te halen uit de dood. De terugkeer duurt niet meer dan drie dagen, de overledene mag niet langer dan een jaar geleden zijn gestorven en hij of zij mag het dorp niet verlaten. In die drie extra dagen van leven kunnen nabestaanden op een betere manier afscheid nemen van hun dierbare, voor die opnieuw en voor het laatst sterft. Arthur biedt aan op deze manier Alice terug te halen voor Patrick en Louise, als zij beloven in Wake Wood te blijven. Het koppel gaat dolblij akkoord.
Nadat diens familie toestemming geeft, gebruikt Arthur het lichaam van een pas omgekomen boer om Alice terug te halen. Hij doet dit door middel van het ritueel dat Louise en Patrick eerder zagen. Alles gaat goed en het meisje komt volledig gezond en bij haar verstand tevoorschijn uit het lijk van de omgekomen boer. Het enige verschil is dat ze de bruine ogen van de boer heeft, in plaats van de groene ogen die ze vroeger had. Louise en Patrick houden dit stil. In de dagen die volgen op het ritueel gebeuren niettemin meer zaken die niet kloppen. Dieren voelen zich niet op hun gemak bij Alice, maakt vreemde bewegingen en heeft visioenen. Bovendien worden verschillende dieren in het dorp afgeslacht en alles wijst erop dat Alice daar mee te maken heeft. Wanneer de dorpsbewoners na drie dagen aankloppen om het meisje weer ten ruste te leggen, vlucht ze. Mensen die haar zoeken, moeten dat bekopen met de dood. Louise en Patrick blijken niet de waarheid te hebben verteld; Alice was al langer dan een jaar dood voor Arthur haar terughaalde.
Tot inzicht gekomen, bedenkt Louise een list om Alice de dorpsgrens over te laten gaan. Hierdoor sterft Alice voor de tweede keer. Louise draagt haar dochtertje daarna naar haar laatste rustplaats. Aangekomen sleurt Alice haar moeder alleen mee de grond in, zonder een spoor achter te laten van zichzelf of haar moeder. Arthur vertelt Patrick dat dit het gevolg is van de foutieve opstanding. 

## Rolverdeling
- Aidan Gillen - Patrick
- Eva Birthistle - Louise
- Timothy Spall - Arthur
- Ella Connolly - Alice
- Ruth McCabe - Peggy O'Shea
- Brian Gleeson - Martin O'Shea
- Amelia Crowley - Mary Brogan
- Dan Gordon - Mick O'Shea
- Tommy McArdle - Tommy
- John McArdle - Ben
- Aoife Meagher - Deirdre